# 토미 리
토미 리(Tommy Lee, 1962년 10월 3일 ~ )는 미국의 음악가로, 머틀리 크루의 일원이다.